# Établissements de Saint Louis
Pour les articles homonymes, voir Saint Louis.
Les Établissements de saint Louis sont une compilation juridique composée entre la Toussaint 1272 et le 19 juin 1273, donc faussement attribuée au roi Louis IX (mort en août 1270). Dus à un juriste d'Orléans (et d'ordre privé), ils sont organisés en deux livres et fondés sur la coutume d'Orléans et de Paris, ainsi que les ordonnances de Saint Louis.
Le compilateur a largement enrichi ces sources de références fréquentes au droit romain (enseigné dans les écoles de droit d'Orléans) et au droit canonique, et de réflexions de son cru. Il s'est visiblement préoccupé d'harmoniser les deux coutumes qu'il a copiées, et les a profondément altérées, voire remaniées.
Ce texte a été publié par Du Cange, en 1668, en annexe de son édition de l'Histoire de saint Louis de Jean de Joinville ; par Eusèbe de Laurière, en 1723, dans la collection des Ordonnances; par François Jérôme Riffard de Saint-Martin (1744-1814), en 1786, avec une version en langue moderne; et au XIXe siècle par François-André Isambert dans le Recueil des anciennes lois françaises.

## Dans la Culture
Dans l'Esprit des lois, Montesquieu fait mention des Établissements de saint Louis, notamment au livre XXVIII. Il y voit un moment de codification permettant d'adoucir et de tempérer la pratique du duel d'honneur. Par exemple, "quand les gages de bataille avaient été reçues sur une affaire civile de peu d’importance, le seigneur obligeait les parties à les retirer" (XXVIII, 22). Souhaitant abolir le duel, selon Montesquieu, saint Louis l'a d'abord interdit dans le domaine royal, laissant la possibilité d'y recourir dans les baronnies ou bien de faire appel au tribunal royal.
L'essai philosophique de Jean-Jacques Rousseau, Du contrat social, fait mention des Établissements de Saint Louis, dans son chapitre IV intitulé De l'esclavage :

« Les combats particuliers, les duels, les rencontres sont des actes qui ne constituent point un état ; & à l’égard des guerres privées, autorisées par les établissemens de Louis IX roi de France & suspendues par la paix de Dieu, ce sont des abus du gouvernement féodal, systême absurde s’il en fut jamais, contraire aux principes du droit naturel, & à toute bonne politie. »

## Édition
- Paul Viollet (éd.), Les Établissements de saint Louis accompagnés des textes primitifs et de textes dérivés, avec une introduction et des notes, 4 tomes, Société de l'histoire de France, librairie Renouard, Paris, 1881.

## Note
1. ↑  Louis Pierre Saint-Martin, Les établissements de saint Louis, roi de France: suivant le texte original, & rendus dans le langage actuel, avec des notes, Nyon l'aîné, 1786 (lire en ligne)